# Fert
Pour les articles homonymes, voir Fert (homonymie).
Fert est une maison cinématographique italienne, fondée à Turin au lendemain de la Première Guerre mondiale, spécialisée dans la production et la distribution de films.

## Historique
Le studio Fert fut fondé par le producteur cinématographique Enrico Fiori en 1919 et fut actif jusque dans les années 1970. FERT est pour « Fiori Enrico Roma Torino ».  Ce sigle est identique à la devise de la maison de Savoie,  « FERT », dont les souverains régnèrent longtemps sur le royaume de Sardaigne dont la capitale était Turin. 
Il réalisa environ 180 films principalement durant la période des pionniers du cinéma, en privilégiant la qualité plutôt que la quantité. Durant la Seconde Guerre mondiale il a dû se plier aux exigences du régime fasciste, et ensuite s'est cantonné au segment de la série B. 
Afin de préserver la mémoire historique de la Fert une association homonyme a été créée sous la direction d'Alberto Friedemann. Les établissements Fert ont été reconstitués en 2002 dans leur ancien siège à Turin sous le nom Virtual Reality & Multimedia Park. 
La Fert a accueilli de nombreux acteurs italiens et internationaux dont Emilio Ghione, Maria Jacobini, Italia Almirante Manzini, Maria Mercader et Pauline Polaire. Parmi ses réalisateurs, on peut citer Gennaro Righelli et Mario Almirante.